# Première circonscription de Lot-et-Garonne
La première circonscription de Lot-et-Garonne est l'une des trois circonscriptions législatives françaises que compte le département de Lot-et-Garonne (47) situé en région Nouvelle-Aquitaine. 

## Description géographique et démographique

### De 1958 à 1986
La première circonscription de Lot-et-Garonne était composée de :
- canton d'Agen-I
- canton d'Agen-II
- canton d'Astaffort
- canton de Francescas
- canton de Laplume
- canton de Lavardac
- canton de Mézin
- canton de Nérac
- canton de Port-Sainte-Marie
- canton de Prayssas
- canton de Puymirol

Source : Journal Officiel du 14-15 Octobre 1958.

### Depuis 1988
La première circonscription de Lot-et-Garonne est délimitée par le découpage électoral de la loi no 86-1197 du 24 novembre 1986
, elle regroupe les divisions administratives suivantes : 
- canton d'Agen-Centre
- canton d'Agen-Nord
- canton d'Agen-Nord-Est
- canton d'Agen-Sud-Est
- canton d'Agen-Ouest
- canton d'Astaffort
- canton de Francescas
- canton de Laplume
- canton de Lavardac
- canton de Mézin
- canton de Nérac
- canton de Puymirol.

D'après le recensement général de la population en 1999, réalisé par l'Institut national de la statistique et des études économiques (INSEE), la population totale de cette circonscription est estimée à 110395 habitants,.

## Historique des députations
| Législature | Début de mandat | Fin de mandat  | Député                 | Parti politique | Observations                                                                           |
| ----------- | --------------- | -------------- | ---------------------- | --------------- | -------------------------------------------------------------------------------------- |
| IXe         | 23 juin 1988    | 1er avril 1993 | Paul Chollet,          | UDF,            |                                                                                        |
| Xe          | 2 avril 1993    | 21 avril 1997  | Paul Chollet,          | UDF,            | Mandat écourté à la suite d'une dissolution parlementaire décidée par Jacques Chirac.  |
| XIe         | 12 juin 1997    | 18 juin 2002   | Alain Veyret,          | PS,             |                                                                                        |
| XIIe        | 19 juin 2002    | 19 juin 2007   | Jean Dionis du Séjour, | UDF,            |                                                                                        |
| XIIIe       | 20 juin 2007    | 19 juin 2012   | Jean Dionis du Séjour, | UDF,            |                                                                                        |
| XIVe        | 20 juin 2012    | 20 juin 2017   | Lucette Lousteau,      | PS,             |                                                                                        |
| XVe         | 21 juin 2017    | 21 juin 2022   | Michel Lauzzana,       | LREM,           |                                                                                        |
| XVIe        | 22 juin 2022    | 9 juin 2024    | Michel Lauzzana        | LREM            | Mandat écourté à la suite d'une dissolution parlementaire décidée par Emmanuel Macron. |
| XVIIe       | 8 juillet 2024  | En cours       | Michel Lauzzana        | RE              |                                                                                        |

## Historique des élections

### Élections de 1958
| Candidat       | Candidat               | Parti          | Premier tour | Premier tour | Second tour | Second tour |  |
| Candidat       | Candidat               | Parti          | Voix         | %            | Voix        | %           |  |
| -------------- | ---------------------- | -------------- | ------------ | ------------ | ----------- | ----------- |  |
|                | Gabriel Lapeyrusse élu | UNR            | 22 099       | 48,09        | 30 547      | 70,28       |  |
|                | Gérard Duprat          | PCF            | 10 285       | 22,38        | 12 917      | 29,72       |  |
|                | Henri Caillavet        | Radsoc         | 8 824        | 19,2         | Retrait     | Retrait     |  |
|                | Jean Castéras          | SFIO           | 3 310        | 7,2          | Retrait     | Retrait     |  |
|                | Hervé Valois           | UFD            | 1 432        | 3,12         |             |             |  |
|                |                        |                |              |              |             |             |  |
| Inscrits       | Inscrits               | Inscrits       | 61 918       | 100,00       | 61 869      | 100,00      |  |
| Abstentions    | Abstentions            | Abstentions    | 14 674       | 23,7         | 16 201      | 26,19       |  |
| Votants        | Votants                | Votants        | 47 244       | 76,3         | 45 668      | 73,81       |  |
| Blancs et nuls | Blancs et nuls         | Blancs et nuls | 1 294        | 2,74         | 2 204       | 4,83        |  |
| Exprimés       | Exprimés               | Exprimés       | 45 950       | 97,26        | 43 464      | 95,17       |  |

Le suppléant de Gabriel Lapeyrusse était Jean Deltimple.

### Élections de 1962
| Candidat       | Candidat                         | Parti          | Premier tour | Premier tour | Second tour | Second tour |  |
| Candidat       | Candidat                         | Parti          | Voix         | %            | Voix        | %           |  |
| -------------- | -------------------------------- | -------------- | ------------ | ------------ | ----------- | ----------- |  |
|                | Gabriel Lapeyrusse sortant réélu | UNR-UDT        | 14 902       | 35,35        | 23 399      | 52,88       |  |
|                | Gérard Duprat                    | PCF            | 12 925       | 30,66        | 20 854      | 47,12       |  |
|                | Henri Caillavet                  | Radsoc         | 8 444        | 20,03        | Retrait     | Retrait     |  |
|                | Jean Goudin                      | CNIP           | 3 654        | 8,67         | Retrait     | Retrait     |  |
|                | Max Grosselle                    | Modérés        | 1 511        | 3,58         |             |             |  |
|                | Jean Juilia                      | Modérés        | 724          | 1,72         |             |             |  |
|                |                                  |                |              |              |             |             |  |
| Inscrits       | Inscrits                         | Inscrits       | 63 378       | 100,00       | 63 357      | 100,00      |  |
| Abstentions    | Abstentions                      | Abstentions    | 19 680       | 31,05        | 16 187      | 25,55       |  |
| Votants        | Votants                          | Votants        | 43 698       | 68,95        | 47 170      | 74,45       |  |
| Blancs et nuls | Blancs et nuls                   | Blancs et nuls | 1 538        | 3,52         | 2 917       | 6,18        |  |
| Exprimés       | Exprimés                         | Exprimés       | 42 160       | 96,48        | 44 253      | 93,82       |  |

Le suppléant de Gabriel Lapeyrusse était Jean Deltimple. Jean Deltimple remplaça Gabriel Lapeyrusse, décédé, du 13 juin 1966 au 2 avril 1967.

### Élections de 1967
| Candidat       | Candidat               | Parti          | Premier tour | Premier tour | Second tour | Second tour |  |
| Candidat       | Candidat               | Parti          | Voix         | %            | Voix        | %           |  |
| -------------- | ---------------------- | -------------- | ------------ | ------------ | ----------- | ----------- |  |
|                | Jean François-Poncet   | CD (PDM)       | 14 559       | 27,65        | 16 260      | 30,36       |  |
|                | Jacques Bordeneuve élu | FGDS (Radical) | 13 060       | 24,8         | 24 784      | 46,28       |  |
|                | Jean Barret            | UD-Ve          | 12 880       | 24,46        | 12 512      | 23,36       |  |
|                | Frédéric Lindenstaedt  | PCF            | 12 164       | 23,1         | Retrait     | Retrait     |  |
|                |                        |                |              |              |             |             |  |
| Inscrits       | Inscrits               | Inscrits       | 66 008       | 100,00       | 66 002      | 100,00      |  |
| Abstentions    | Abstentions            | Abstentions    | 11 949       | 18,1         | 11 470      | 17,38       |  |
| Votants        | Votants                | Votants        | 54 059       | 81,9         | 54 532      | 82,62       |  |
| Blancs et nuls | Blancs et nuls         | Blancs et nuls | 1 396        | 2,58         | 976         | 1,79        |  |
| Exprimés       | Exprimés               | Exprimés       | 52 663       | 97,42        | 53 556      | 98,21       |  |

Le suppléant de Jacques Bordeneuve était Jacques-Louis Richard, attaché au Ministère de l'Économie et des Finances.

### Élections de 1968
| Candidat       | Candidat                   | Parti          | Premier tour | Premier tour | Second tour | Second tour |  |
| Candidat       | Candidat                   | Parti          | Voix         | %            | Voix        | %           |  |
| -------------- | -------------------------- | -------------- | ------------ | ------------ | ----------- | ----------- |  |
|                | Georges Caillau élu        | RI (URP)       | 16 316       | 31,48        | 19 156      | 36,53       |  |
|                | Jean François-Poncet       | CD (PDM)       | 14 004       | 27,02        | 15 648      | 29,84       |  |
|                | Frédéric Lindenstaedt      | PCF            | 12 104       | 23,35        | 17 642      | 33,64       |  |
|                | Jacques Bordeneuve sortant | FGDS (Radical) | 8 501        | 16,4         | Retrait     | Retrait     |  |
|                | Jacques Hays               | PSU            | 907          | 1,75         |             |             |  |
|                |                            |                |              |              |             |             |  |
| Inscrits       | Inscrits                   | Inscrits       | 65 889       | 100,00       | 65 871      | 100,00      |  |
| Abstentions    | Abstentions                | Abstentions    | 13 217       | 20,06        | 12 644      | 19,2        |  |
| Votants        | Votants                    | Votants        | 52 672       | 79,94        | 53 227      | 80,8        |  |
| Blancs et nuls | Blancs et nuls             | Blancs et nuls | 840          | 1,59         | 781         | 1,47        |  |
| Exprimés       | Exprimés                   | Exprimés       | 51 832       | 98,41        | 52 446      | 98,53       |  |

Le suppléant de Georges Caillau était Jean Audhuy, industriel, installateur de chauffage.

### Élections de 1973
| Candidat       | Candidat                    | Parti          | Premier tour | Premier tour | Second tour | Second tour |  |
| Candidat       | Candidat                    | Parti          | Voix         | %            | Voix        | %           |  |
| -------------- | --------------------------- | -------------- | ------------ | ------------ | ----------- | ----------- |  |
|                | Georges Caillau sortant     | RI (URP)       | 19 969       | 36,06        | 27 584      | 48,21       |  |
|                | Christian Laurissergues élu | PS (UGSD)      | 14 004       | 25,29        | 29 628      | 51,79       |  |
|                | Gilbert Venaud              | PCF            | 12 755       | 23,03        | Retrait     | Retrait     |  |
|                | Jean-Pierre Maitre          | CD (MR)        | 6 330        | 11,43        |             |             |  |
|                | Gaston de Sansac            | Divers droite  | 2 326        | 4,2          |             |             |  |
|                |                             |                |              |              |             |             |  |
| Inscrits       | Inscrits                    | Inscrits       | 69 509       | 100,00       | 69 481      | 100,00      |  |
| Abstentions    | Abstentions                 | Abstentions    | 12 611       | 18,14        | 10 809      | 15,56       |  |
| Votants        | Votants                     | Votants        | 56 898       | 81,86        | 58 672      | 84,44       |  |
| Blancs et nuls | Blancs et nuls              | Blancs et nuls | 1 514        | 2,66         | 1 460       | 2,49        |  |
| Exprimés       | Exprimés                    | Exprimés       | 55 384       | 97,34        | 57 212      | 97,51       |  |

Le suppléant de Christian Laurissergues était Georges Rambeaud, exploitant agricole, maire de Frégimont.

### Élections de 1978
| Candidat       | Candidat                              | Parti             | Premier tour | Premier tour | Second tour | Second tour |  |
| Candidat       | Candidat                              | Parti             | Voix         | %            | Voix        | %           |  |
| -------------- | ------------------------------------- | ----------------- | ------------ | ------------ | ----------- | ----------- |  |
|                | Christian Laurissergues sortant réélu | PS                | 17 816       | 27,76        | 35 488      | 53,34       |  |
|                | Michel Gonelle                        | RPR               | 15 015       | 23,39        | 31 043      | 46,66       |  |
|                | Jean-Claude Delanis                   | PCF               | 13 740       | 21,41        | Retrait     | Retrait     |  |
|                | Georges Ricci                         | Divers droite     | 9 648        | 15,03        |             |             |  |
|                | Daniel Soulignac                      | Divers écologiste | 2 730        | 4,25         |             |             |  |
|                | Gaston de Sansac                      | Divers droite     | 2 536        | 3,95         |             |             |  |
|                | Patrick Bourdois                      | Divers droite     | 1 750        | 2,73         |             |             |  |
|                | Paule Lauron                          | LO                | 950          | 1,48         |             |             |  |
|                |                                       |                   |              |              |             |             |  |
| Inscrits       | Inscrits                              | Inscrits          | 78 750       | 100,00       | 78 731      | 100,00      |  |
| Abstentions    | Abstentions                           | Abstentions       | 13 060       | 16,58        | 10 640      | 13,51       |  |
| Votants        | Votants                               | Votants           | 65 690       | 83,42        | 68 091      | 86,49       |  |
| Blancs et nuls | Blancs et nuls                        | Blancs et nuls    | 1 505        | 2,29         | 1 560       | 2,29        |  |
| Exprimés       | Exprimés                              | Exprimés          | 64 185       | 97,71        | 66 531      | 97,71       |  |

Le suppléant de Christian Laurissergues était Georges Rambeaud.

### Élections de 1981
| Candidat       | Candidat                              | Parti          | Premier tour | Premier tour | Second tour | Second tour |  |
| Candidat       | Candidat                              | Parti          | Voix         | %            | Voix        | %           |  |
| -------------- | ------------------------------------- | -------------- | ------------ | ------------ | ----------- | ----------- |  |
|                | Christian Laurissergues sortant réélu | PS             | 26 159       | 46,09        | 36 598      | 60,38       |  |
|                | Michel Gonelle                        | RPR (UNM)      | 22 057       | 38,86        | 24 017      | 39,62       |  |
|                | Jean-Claude Delanis                   | PCF            | 8 543        | 15,05        |             |             |  |
|                |                                       |                |              |              |             |             |  |
| Inscrits       | Inscrits                              | Inscrits       | 81 357       | 100,00       | 81 344      | 100,00      |  |
| Abstentions    | Abstentions                           | Abstentions    | 23 508       | 28,89        | 19 314      | 23,74       |  |
| Votants        | Votants                               | Votants        | 57 849       | 71,11        | 62 030      | 76,26       |  |
| Blancs et nuls | Blancs et nuls                        | Blancs et nuls | 1 090        | 1,88         | 1 415       | 2,28        |  |
| Exprimés       | Exprimés                              | Exprimés       | 56 759       | 98,12        | 60 615      | 97,72       |  |

Le suppléant de Christian Laurissergues était Georges Rambeaud.

### Élections de 1988
| Candidat       | Candidat                        | Parti           | Premier tour | Premier tour | Second tour | Second tour |  |
| Candidat       | Candidat                        | Parti           | Voix         | %            | Voix        | %           |  |
| -------------- | ------------------------------- | --------------- | ------------ | ------------ | ----------- | ----------- |  |
|                | Paul Chollet sortant réélu      | UDF (CDS) (URC) | 21 917       | 42,55        | 28 681      | 50,39       |  |
|                | Christian Laurissergues sortant | PS              | 20 985       | 40,74        | 28 233      | 49,61       |  |
|                | Alain Fourgeaud                 | PCF             | 4 460        | 8,66         |             |             |  |
|                | Jacques Ravanello               | FN              | 4 143        | 8,04         |             |             |  |
|                |                                 |                 |              |              |             |             |  |
| Inscrits       | Inscrits                        | Inscrits        | 75 676       | 100,00       | 75 655      | 100,00      |  |
| Abstentions    | Abstentions                     | Abstentions     | 23 161       | 30,61        | 17 375      | 22,97       |  |
| Votants        | Votants                         | Votants         | 52 515       | 69,39        | 58 280      | 77,03       |  |
| Blancs et nuls | Blancs et nuls                  | Blancs et nuls  | 1 010        | 1,92         | 1 366       | 2,34        |  |
| Exprimés       | Exprimés                        | Exprimés        | 51 505       | 98,08        | 56 914      | 97,66       |  |

Le suppléant de Paul Chollet était Gilbert Fongaro, conseiller général, maire de Pont-du-Casse.

### Élections de 1993
| Candidat       | Candidat                   | Parti          | Premier tour | Premier tour | Second tour | Second tour |  |
| Candidat       | Candidat                   | Parti          | Voix         | %            | Voix        | %           |  |
| -------------- | -------------------------- | -------------- | ------------ | ------------ | ----------- | ----------- |  |
|                | Paul Chollet sortant réélu | UDF (CDS)      | 20 570       | 40,81        | 28 192      | 58,63       |  |
|                | Francis Auradou            | PS (ADFP)      | 9 673        | 19,19        | 19 896      | 41,37       |  |
|                | Eddy Marsan                | FN             | 8 242        | 16,35        |             |             |  |
|                | Hubert Delpont             | PCF            | 5 286        | 10,49        |             |             |  |
|                | Maurice Orenstein          | Les Verts (EÉ) | 4 805        | 9,53         |             |             |  |
|                | Mireille Peyre             | LT-LNÉ         | 1 834        | 3,64         |             |             |  |
|                |                            |                |              |              |             |             |  |
| Inscrits       | Inscrits                   | Inscrits       | 76 607       | 100,00       | 76 598      | 100,00      |  |
| Abstentions    | Abstentions                | Abstentions    | 21 779       | 28,43        | 22 573      | 29,47       |  |
| Votants        | Votants                    | Votants        | 54 828       | 71,57        | 54 025      | 70,53       |  |
| Blancs et nuls | Blancs et nuls             | Blancs et nuls | 4 418        | 8,06         | 5 937       | 10,99       |  |
| Exprimés       | Exprimés                   | Exprimés       | 50 410       | 91,94        | 48 088      | 89,01       |  |

Le suppléant de Paul Chollet était Gilbert Fongaro.

### Élections de 1997
| Candidat       | Candidat                    | Parti             | Premier tour | Premier tour | Second tour | Second tour |  |
| Candidat       | Candidat                    | Parti             | Voix         | %            | Voix        | %           |  |
| -------------- | --------------------------- | ----------------- | ------------ | ------------ | ----------- | ----------- |  |
|                | Alain Veyret élu            | PS                | 15 695       | 30,28        | 29 390      | 54,5        |  |
|                | Paul Chollet sortant        | UDF (FD)          | 15 019       | 28,98        | 24 534      | 45,5        |  |
|                | Eddy Marsan                 | FN                | 8 820        | 17,02        |             |             |  |
|                | Marcel Vindis               | PCF               | 4 817        | 9,29         |             |             |  |
|                | Isabelle Delgado            | Divers            | 2 193        | 4,23         |             |             |  |
|                | Rose-Marie Schmitt          | Les Verts         | 2 002        | 3,86         |             |             |  |
|                | Patrick-François Pouzelgues | LDI (MPF)         | 1 599        | 3,09         |             |             |  |
|                | Philippe Camou              | Divers écologiste | 733          | 1,41         |             |             |  |
|                | Gérard Charollois           | MÉI               | 606          | 1,17         |             |             |  |
|                | Éric Touati                 | Divers droite     | 342          | 0,66         |             |             |  |
|                |                             |                   |              |              |             |             |  |
| Inscrits       | Inscrits                    | Inscrits          | 76 274       | 100,00       | 76 267      | 100,00      |  |
| Abstentions    | Abstentions                 | Abstentions       | 21 353       | 28           | 18 271      | 23,96       |  |
| Votants        | Votants                     | Votants           | 54 921       | 72           | 57 996      | 76,04       |  |
| Blancs et nuls | Blancs et nuls              | Blancs et nuls    | 3 095        | 5,64         | 4 072       | 7,02        |  |
| Exprimés       | Exprimés                    | Exprimés          | 51 826       | 94,36        | 53 924      | 92,98       |  |

Le suppléant d'Alain Veyret était Michel Bordignon, chef de service à la Sécurité sociale, maire de Barbaste.

### Élections de 2002
| Candidat       | Candidat                  | Parti             | Premier tour | Premier tour | Second tour | Second tour |  |
| Candidat       | Candidat                  | Parti             | Voix         | %            | Voix        | %           |  |
| -------------- | ------------------------- | ----------------- | ------------ | ------------ | ----------- | ----------- |  |
|                | Alain Veyret sortant      | PS                | 16 625       | 31,16        | 24 133      | 47,82       |  |
|                | Jean Dionis du Séjour élu | UDF               | 11 313       | 21,2         | 26 330      | 52,18       |  |
|                | Christine Bonfanti-Dossat | UMP               | 8 899        | 16,68        |             |             |  |
|                | Jean-Marie Simon          | FN                | 7 108        | 13,32        |             |             |  |
|                | Joëlle Ferrer             | PCF               | 1 635        | 3,06         |             |             |  |
|                | Alain Bedouret            | Les Verts         | 1 582        | 2,97         |             |             |  |
|                | Jean-Michel Feyte         | CPNT              | 1 251        | 2,34         |             |             |  |
|                | Francis Fuchs             | Divers            | 941          | 1,76         |             |             |  |
|                | Jocelyne Veillon          | LCR               | 859          | 1,61         |             |             |  |
|                | Bernard Simoniti          | Pôle républicain  | 717          | 1,34         |             |             |  |
|                | Eddy Marsan               | Extrême droite    | 714          | 1,34         |             |             |  |
|                | Gilles Boyer              | MNR               | 600          | 1,12         |             |             |  |
|                | Jules Bambaggi            | LO                | 407          | 0,76         |             |             |  |
|                | Jean-Luc Granet           | Régionaliste      | 299          | 0,48         |             |             |  |
|                | Didier Gusse              | Divers écologiste | 255          | 0,48         |             |             |  |
|                | Claire Delyfer            | MPF               | 125          | 0,23         |             |             |  |
|                | Mario Rizzo               | Divers            | 20           | 0,04         |             |             |  |
|                | Michel Soudieux           | Divers droite     | 1            | 0            |             |             |  |
|                |                           |                   |              |              |             |             |  |
| Inscrits       | Inscrits                  | Inscrits          | 80 206       | 100,00       | 80 198      | 100,00      |  |
| Abstentions    | Abstentions               | Abstentions       | 25 471       | 31,76        | 26 833      | 33,46       |  |
| Votants        | Votants                   | Votants           | 54 735       | 68,24        | 53 365      | 66,54       |  |
| Blancs et nuls | Blancs et nuls            | Blancs et nuls    | 1 384        | 2,53         | 2 902       | 5,44        |  |
| Exprimés       | Exprimés                  | Exprimés          | 53 351       | 97,47        | 50 463      | 94,56       |  |

Le suppléant de Jean Dionis du Séjour était Bernard Daliès, de Nérac.

### Élections de 2007
| Candidat       | Candidat                            | Parti          | Premier tour | Premier tour | Second tour | Second tour |  |
| Candidat       | Candidat                            | Parti          | Voix         | %            | Voix        | %           |  |
| -------------- | ----------------------------------- | -------------- | ------------ | ------------ | ----------- | ----------- |  |
|                | Jean Dionis du Séjour sortant réélu | NC             | 24 843       | 45,97        | 28 945      | 53,57       |  |
|                | Christian Dezalos                   | PS             | 16 326       | 30,21        | 25 085      | 46,43       |  |
|                | Richard Sanchis                     | FN             | 2 976        | 5,51         |             |             |  |
|                | André Mazière                       | PCF            | 2 441        | 4,52         |             |             |  |
|                | Rose-Marie Schmitt                  | Les Verts      | 2 199        | 4,07         |             |             |  |
|                | Bruno Imhaus                        | LCR            | 1 435        | 2,66         |             |             |  |
|                | Édouard Delorme                     | MPF            | 959          | 1,77         |             |             |  |
|                | Dominique Lapaillerie               | CPNT           | 944          | 1,75         |             |             |  |
|                | Jean-Louis Delestrac                | CNIP           | 930          | 1,72         |             |             |  |
|                | Gabriel Carrère                     | Divers         | 558          | 1,03         |             |             |  |
|                | Jules Bambaggi                      | LO             | 434          | 0,8          |             |             |  |
|                |                                     |                |              |              |             |             |  |
| Inscrits       | Inscrits                            | Inscrits       | 85 911       | 100,00       | 85 919      | 100,00      |  |
| Abstentions    | Abstentions                         | Abstentions    | 30 458       | 35,45        | 29 837      | 34,73       |  |
| Votants        | Votants                             | Votants        | 55 453       | 64,55        | 56 082      | 65,27       |  |
| Blancs et nuls | Blancs et nuls                      | Blancs et nuls | 1 408        | 2,54         | 2 052       | 3,66        |  |
| Exprimés       | Exprimés                            | Exprimés       | 54 045       | 97,46        | 54 030      | 96,34       |  |

### Élections de 2012
Les élections législatives françaises de 2012 ont eu lieu les dimanches 10 et 17 juin 2012.
| Candidat       | Candidat                  | Parti                    | Premier tour | Premier tour | Second tour | Second tour |
| Candidat       | Candidat                  | Parti                    | Voix         | %            | Voix        | %           |
| -------------- | ------------------------- | ------------------------ | ------------ | ------------ | ----------- | ----------- |
|                | Lucette Lousteau          | PS                       | 10 844       | 20,53        | 27 189      | 52,02       |
|                | Jean Dionis du Séjour     | NC-UMP                   | 14 606       | 27,65        | 25 077      | 47,98       |
|                | Alain Veyret              | DVG                      | 8 794        | 16,65        |             |             |
|                | Hélène Collet             | FN                       | 8 507        | 16,10        |             |             |
|                | Christine Bonfanti-Dossat | DVD                      | 3 383        | 6,40         |             |             |
|                | Patrice Dufau             | FG                       | 3 345        | 6,33         |             |             |
|                | Maryse Combres            | EELV                     | 1 390        | 2,63         |             |             |
|                | Bruno Dubos               | Le Centre pour la France | 1 158        | 2,19         |             |             |
|                | Daniel Soulignac          | AEI                      | 476          | 0,90         |             |             |
|                | Vladimir Belmon           | NPA                      | 188          | 0,36         |             |             |
|                | Fanny Quandalle           | LO                       | 141          | 0,27         |             |             |
| Inscrits       | Inscrits                  | Inscrits                 | 86 737       | 100,00       | 86 731      | 100,00      |
| Abstentions    | Abstentions               | Abstentions              | 31 189       | 35,96        | 31 779      | 36,64       |
| Votants        | Votants                   | Votants                  | 55 548       | 64,04        | 54 952      | 63,36       |
| Blancs et nuls | Blancs et nuls            | Blancs et nuls           | 2 716        | 4,89         | 2 686       | 4,89        |
| Exprimés       | Exprimés                  | Exprimés                 | 52 832       | 95,11        | 52 266      | 95,11       |

### Élections de 2017
|                                                                                |                                                                               |                           |                           |                          |                          |
|                                                                                |                                                                               | Premier tour 11 juin 2017 | Premier tour 11 juin 2017 | Second tour 18 juin 2017 | Second tour 18 juin 2017 |
|                                                                                |                                                                               |                           |                           |                          |                          |
|                                                                                |                                                                               | Nombre                    | % des inscrits            | Nombre                   | % des inscrits           |
| Inscrits                                                                       | Inscrits                                                                      | 88 181                    | 100,00                    | 88 185                   | 100,00                   |
| Abstentions                                                                    | Abstentions                                                                   | 41 457                    | 47,01                     | 47 755                   | 54,15                    |
| Votants                                                                        | Votants                                                                       | 46 724                    | 52,99                     | 40 430                   | 45,85                    |
|                                                                                |                                                                               |                           | % des votants             |                          | % des votants            |
| Bulletins blancs                                                               | Bulletins blancs                                                              | 837                       | 1,79                      | 3 889                    | 9,62                     |
| Bulletins nuls                                                                 | Bulletins nuls                                                                | 382                       | 0,82                      | 2 003                    | 4,95                     |
| Suffrages exprimés                                                             | Suffrages exprimés                                                            | 45 505                    | 97,39                     | 34 538                   | 85,43                    |
|                                                                                |                                                                               |                           |                           |                          |                          |
| Candidat Étiquette politique (partis et alliances)                             | Candidat Étiquette politique (partis et alliances)                            | Voix                      | % des exprimés            | Voix                     | % des exprimés           |
|                                                                                |                                                                               |                           |                           |                          |                          |
|                                                                                | Michel Lauzzana La République en marche                                       | 14 846                    | 32,62                     | 19 635                   | 56,85                    |
|                                                                                | Jean Dionis du Séjour Union des démocrates et indépendants (Les Républicains) | 8 940                     | 19,65                     | 14 903                   | 43,15                    |
|                                                                                | Catherine Lesné Front national                                                | 7 164                     | 15,74                     |                          |                          |
|                                                                                | Céline Boussié La France insoumise                                            | 5 232                     | 11,50                     |                          |                          |
|                                                                                | Lucette Lousteau (députée sortante) Parti socialiste                          | 3 632                     | 7,98                      |                          |                          |
|                                                                                | Maryse Combres Europe Écologie Les Verts                                      | 1 572                     | 3,45                      |                          |                          |
|                                                                                | Muriel Boulmier Divers droite                                                 | 1 448                     | 3,18                      |                          |                          |
|                                                                                | Benoît Aurices Debout la France                                               | 968                       | 2,13                      |                          |                          |
|                                                                                | Danielle Blasco Parti communiste français                                     | 729                       | 1,60                      |                          |                          |
|                                                                                | Rémi Dubernet Extrême gauche (Nouveau Parti anticapitaliste)                  | 285                       | 0,63                      |                          |                          |
|                                                                                | Michaël Van Casteren-Furlan Écologiste (Mouvement 100 %)                      | 281                       | 0,62                      |                          |                          |
|                                                                                | Cécile Perrain Divers (Union populaire républicaine)                          | 243                       | 0,53                      |                          |                          |
|                                                                                | Mohamed El Marbati Lutte ouvrière                                             | 165                       | 0,36                      |                          |                          |
| Source : Ministère de l'Intérieur - Première circonscription de Lot-et-Garonne |                                                                               |                           |                           |                          |                          |

### Élections de 2022
| Résultats des élections législatives des 12 et 19 juin 2022 de la 1re circonscription du Lot-et-Garonne |                          |                          |              |              |             |             |
| Candidat                                                                                                | Candidat                 | Parti et coalition       | Premier tour | Premier tour | Second tour | Second tour |
| Candidat                                                                                                | Candidat                 | Parti et coalition       | Voix         | %            | Voix        | %           |
| | Michel Lauzzana,         | LREM (ENS)               | 13 309       | 29,64        | 20 328      | 51,48       |
| | Sébastien Delbosq        | RN                       | 12 515       | 27,87        | 19 163      | 48,52       |
| | Maryse Combres,          | EÉLV (NUPES)             | 11 772       | 26,21        | Retrait     | Retrait     |
| | Bertrand Girardi         | LR                       | 2 542        | 5,66         |             |             |
| | Marie-Line Bruyère,      | REC                      | 2 220        | 4,94         |             |             |
| | Benoit Aurices           | DLF                      | 1 051        | 2,34         |             |             |
| | Sophie Rambourg          | PA                       | 899          | 2,00         |             |             |
| | Mohamed El Marbati       | LO                       | 600          | 1,34         |             |             |
| Votes valides                                                                                           | Votes valides            | Votes valides            | 44 908       | 96,70        | 39 491      | 89,58       |
| Votes blancs                                                                                            | Votes blancs             | Votes blancs             | 1 072        | 2,31         | 3 360       | 7,62        |
| Votes nuls                                                                                              | Votes nuls               | Votes nuls               | 459          | 0,99         | 1 236       | 2,80        |
| Total                                                                                                   | Total                    | Total                    | 46 439       | 100          | 44 087      | 100         |
| Abstention                                                                                              | Abstention               | Abstention               | 42 241       | 47,63        | 44 602      | 50,29       |
| Inscrits / participation                                                                                | Inscrits / participation | Inscrits / participation | 88 680       | 52,37        | 88 689      | 49,71       |

### Élections de 2024
| Résultats des élections législatives des 30 juin et 7 juillet 2024 |                          |                          |                          |              |              |             |             |
| Candidat                                                           | Candidat                 | Parti et coalition       | Nuance                   | Premier tour | Premier tour | Second tour | Second tour |
| Candidat                                                           | Candidat                 | Parti et coalition       | Nuance                   | Voix         | %            | Voix        | %           |
|                                                                    | Sébastien Delbosq        | Rassemblement national   | RN                       | 26 034       | 43,11        | 28 208      | 47,68       |
|                                                                    | Michel Lauzzana          | Renaissance (ENS)        | ENS                      | 17 155       | 28,41        | 30 952      | 52,32       |
|                                                                    | Paul Vo Van              | Les Écologistes (NFP)    | UG                       | 15 479       | 25,63        | Retrait     | Retrait     |
|                                                                    | Patrice Cuquel           | Bastir Occitanie, PNO    | REG                      | 1 021        | 1,69         |             |             |
|                                                                    | Mohamed El Marbati       | Lutte ouvrière           | EXG                      | 700          | 1,16         |             |             |
| Votes valides                                                      | Votes valides            | Votes valides            | Votes valides            | 60 389       | 96,34        | 59 160      | 93,89       |
| Votes blancs                                                       | Votes blancs             | Votes blancs             | Votes blancs             | 1 456        | 2,32         | 2 677       | 4,25        |
| Votes nuls                                                         | Votes nuls               | Votes nuls               | Votes nuls               | 841          | 1,34         | 1 171       | 1,86        |
| Total                                                              | Total                    | Total                    | Total                    | 62 686       | 100          | 63 008      | 100         |
| Abstention                                                         | Abstention               | Abstention               | Abstention               | 25 872       | 29,21        | 25 544      | 28,85       |
| Inscrits / participation                                           | Inscrits / participation | Inscrits / participation | Inscrits / participation | 88 558       | 70,79        | 88 552      | 71,15       |

#### Département de Lot-et-Garonne
- La fiche de l'INSEE de cette circonscription : « Tableaux et Analyses de la première circonscription de Lot-et-Garonne », sur insee.fr, site de l'Institut national de la statistique et des études économiques (consulté le 10 juin 2007) [PDF]

- « Tous les députés du département de Lot-et-Garonne depuis 1789 » [archive du 28 septembre 2007], sur assemblee-nationale.fr, site de l'Assemblée nationale française (consulté le 10 juin 2007)

- « Informations contentieuses sur le département de Lot-et-Garonne (Élections législatives de 2002) »(Archive.org • Wikiwix • Archive.is • Google • Que faire ?), sur conseil-constitutionnel.fr, site du Conseil constitutionnel (consulté le 13 juin 2007)

#### Circonscriptions en France
- « Carte des circonscriptions législatives en France », sur assemblee-nationale.fr, site de l'Assemblée nationale française (consulté le 20 juin 2007)

- « Résultats électoraux officiels en France »(Archive.org • Wikiwix • Archive.is • Google • Que faire ?), sur interieur.gouv.fr, site du ministère de l'Intérieur (France) (consulté le 13 juin 2007)

- Description et Atlas des circonscriptions électorales de France sur http://www.atlaspol.com, Atlaspol, site de cartographie géopolitique, consulté le 13 juin 2007.